# Coelorinchus quincunciatus
Coelorinchus quincunciatus es una especie de pez de la familia Macrouridae en el orden de los Gadiformes.

## Hábitat
Es un pez bentopelágico y marino de aguas  tropicales que vive entre 198-296 m de profundidad.

## Distribución geográfica
Se encuentra en las Filipinas.